# Démographie du Groenland
La démographie du Groenland est l'ensemble des données et études concernant la population du Groenland à toutes les époques. Ces données sont notamment calculées par Naatsorsueqqissaartarfik, institut groenlandais de statistiques.
Au 1er janvier 2023, le nombre de personnes habitant au Groenland est estimé à 56 609.